# 宮崎都市圏
宮崎都市圏（みやざきとしけん）は、宮崎県宮崎市を中心とした都市圏である。

## 概要
西都市から佐土原町にかけては古代から日向国の中心として、中世以降は交通の要衝として繁栄した。現在の宮崎市の中心市街地は長らく寒村だったとはいえ、平安時代の宇佐荘の荘園である別当、室町時代の大塚蓬莱山城、日向国有数の港町であった伊東氏飫肥藩領の赤江城ヶ崎、佐土原藩の城下町の佐土原町、天領で河港として栄えた本庄（国富町）、薩摩藩の関外における防衛の要で武士が多く集められた高岡町のほか、宮崎平野上には多数の村が存在しており、都市圏として成長していくための人的なリソースは豊富であったといえる。
現在は、清武町に高等教育機関が集中し、清武町・国富町・佐土原町には宮崎SUNテクノポリス構想で先端産業が多く立地することから、清武町・国富町・佐土原町へは宮崎市からも相当数の通勤者数がある。また、綾町→国富町、田野町→清武町の通勤比率もそれぞれ 5% を超えており、宮崎市への過度の一極集中ではないのが特徴となっている。

## 都市圏の定義

### 都市雇用圏（10% 通勤圏）
最も一般的な 10% 通勤圏（都市雇用圏）による2010年当時の構成市町村は以下の通り。2010年国勢調査における都市雇用圏の人口は506,332人。
- 宮崎市
- 西都市
- 東諸県郡 - 国富町、綾町
- 児湯郡 - 高鍋町、新富町、木城町

2001年の第2回宮崎都市圏パーソントリップ調査はこれに高鍋町を加えた地域で行われた。2000年国勢調査では宮崎市への通勤比率は西都市が 9.7% 、高鍋町が 8.7% であったが、2005年国勢調査では西都市の宮崎市への通勤率が 11.0% となり、西都市が新たに宮崎市の都市雇用圏となった。なお、かつて高鍋町は木城町と高鍋都市圏（都市雇用圏）を形成していた。
都市雇用圏（10%通勤圏）の変遷
- 10% 通勤圏に入っていない町村は、各統計年の欄で灰色かつ「-」で示す。

| 自治体 ('80) | 1980年                 | 1990年                 | 1995年                 | 2000年                 | 2005年                 | 2010年                 | 自治体 （現在） |
| ------------ | ---------------------- | ---------------------- | ---------------------- | ---------------------- | ---------------------- | ---------------------- | --------------- |
| 木城町       | -                      | 高鍋 都市圏 2万8840人  | 高鍋 都市圏 2万8613人  | 高鍋 都市圏 2万8507人  | 高鍋 都市圏 2万8053人  | 宮崎 都市圏 50万6332人 | 木城町          |
| 高鍋町       | -                      | 高鍋 都市圏 2万8840人  | 高鍋 都市圏 2万8613人  | 高鍋 都市圏 2万8507人  | 高鍋 都市圏 2万8053人  | 宮崎 都市圏 50万6332人 | 高鍋町          |
| 西都市       | -                      | -                      | -                      | -                      | 宮崎 都市圏 47万6953人 | 宮崎 都市圏 50万6332人 | 西都市          |
| 新富町       | -                      | -                      | 宮崎 都市圏 43万1949人 | 宮崎 都市圏 44万0794人 | 宮崎 都市圏 47万6953人 | 宮崎 都市圏 50万6332人 | 新富町          |
| 綾町         | 宮崎 都市圏 35万6771人 | 宮崎 都市圏 39万2839人 | 宮崎 都市圏 43万1949人 | 宮崎 都市圏 44万0794人 | 宮崎 都市圏 47万6953人 | 宮崎 都市圏 50万6332人 | 綾町            |
| 国富町       | 宮崎 都市圏 35万6771人 | 宮崎 都市圏 39万2839人 | 宮崎 都市圏 43万1949人 | 宮崎 都市圏 44万0794人 | 宮崎 都市圏 47万6953人 | 宮崎 都市圏 50万6332人 | 国富町          |
| 佐土原町     | 宮崎 都市圏 35万6771人 | 宮崎 都市圏 39万2839人 | 宮崎 都市圏 43万1949人 | 宮崎 都市圏 44万0794人 | 宮崎 都市圏 47万6953人 | 宮崎 都市圏 50万6332人 | 宮崎市          |
| 高岡町       | 宮崎 都市圏 35万6771人 | 宮崎 都市圏 39万2839人 | 宮崎 都市圏 43万1949人 | 宮崎 都市圏 44万0794人 | 宮崎 都市圏 47万6953人 | 宮崎 都市圏 50万6332人 | 宮崎市          |
| 宮崎市       | 宮崎 都市圏 35万6771人 | 宮崎 都市圏 39万2839人 | 宮崎 都市圏 43万1949人 | 宮崎 都市圏 44万0794人 | 宮崎 都市圏 47万6953人 | 宮崎 都市圏 50万6332人 | 宮崎市          |
| 田野町       | 宮崎 都市圏 35万6771人 | 宮崎 都市圏 39万2839人 | 宮崎 都市圏 43万1949人 | 宮崎 都市圏 44万0794人 | 宮崎 都市圏 47万6953人 | 宮崎 都市圏 50万6332人 | 宮崎市          |
| 清武町       | 宮崎 都市圏 35万6771人 | 宮崎 都市圏 39万2839人 | 宮崎 都市圏 43万1949人 | 宮崎 都市圏 44万0794人 | 宮崎 都市圏 47万6953人 | 宮崎 都市圏 50万6332人 | 宮崎市          |

- 2006年1月1日：田野町・佐土原町・高岡町を宮崎市に編入。
- 2010年3月23日：清武町を宮崎市に編入。

### 広域行政の枠組み
宮崎県では、1971年に宮崎市・宮崎郡・東諸県郡の1市6町を「宮崎東諸県広域市町村圏」として広域市町村圏を指定している。一般的には「宮崎東諸地域」と呼ぶことが多いが、教育やスポーツの分野では「宮東地区」と称することもある。一部事務組合、国や県の出先機関、高等学校の通学区域などのほか、官民問わず多くの組織における活動単位となっている。
宮崎市と国富町、綾町はそれぞれ連携協約を結び、みやざき共創都市圏を形成している。

## 交通

### 鉄道
- 日豊本線
- 宮崎空港線
- 日南線

### 道路

#### 放射線
- 国道10号
- 国道219号
- 国道220号
- 国道268号
- 国道269号
- 宮崎県道26号宮崎須木線

#### 環状線
- 内環状線 - 宮崎県道11号宮崎島之内線・宮崎県道17号南俣宮崎線など
- 外環状線（宮崎環状道路） - 宮崎県道9号宮崎西環状線など
- 宮崎東環状道路 - 国道219号（春田バイパス、広瀬バイパス（建設中））・一ツ葉道路（宮崎県道10号宮崎インター佐土原線）
- テクノポリス環状線 - 宮崎県道13号高岡郡司分線・宮崎県道14号佐土原国富線など

#### 高速道路
- 東九州自動車道
- 宮崎自動車道